# Barbentane
Barbentane – miejscowość i gmina we Francji, w regionie Prowansja-Alpy-Lazurowe Wybrzeże, w departamencie Delta Rodanu.
Według danych na rok 1990 gminę zamieszkiwały 3273 osoby, a gęstość zaludnienia wynosiła 121 osób/km² (wśród 963 gmin regionu Prowansja-Alpy-W. Lazurowe Barbentane plasuje się na 186. miejscu pod względem liczby ludności, natomiast pod względem powierzchni na miejscu 374.).